# 天主教阿瓜斯卡連特斯教區
天主教阿瓜斯卡連特斯教區（拉丁語：Dioecesis Aguas Calientes）是墨西哥一個羅馬天主教教區，屬瓜達拉哈拉總教區。
教區成立於1899年8月27日，包括阿瓜斯卡連特斯州全州、哈利斯科州和薩卡特卡斯州一部。2012年有教友1,665,795人（佔轄區總人口97.5%）、108個堂區、306名司鐸。現任教區主教為若瑟·馬利亞·德拉托雷·馬丁。